# 200 франків (Монтеск'є)
200 франків (Монтеск'є) — французька банкнота, ескіз якої розроблений 20 серпня 1981 року і випускалася в обіг Банком Франції з 7 липня 1982 року до заміни на банкноту 200 франків Ейфель.

## Історія

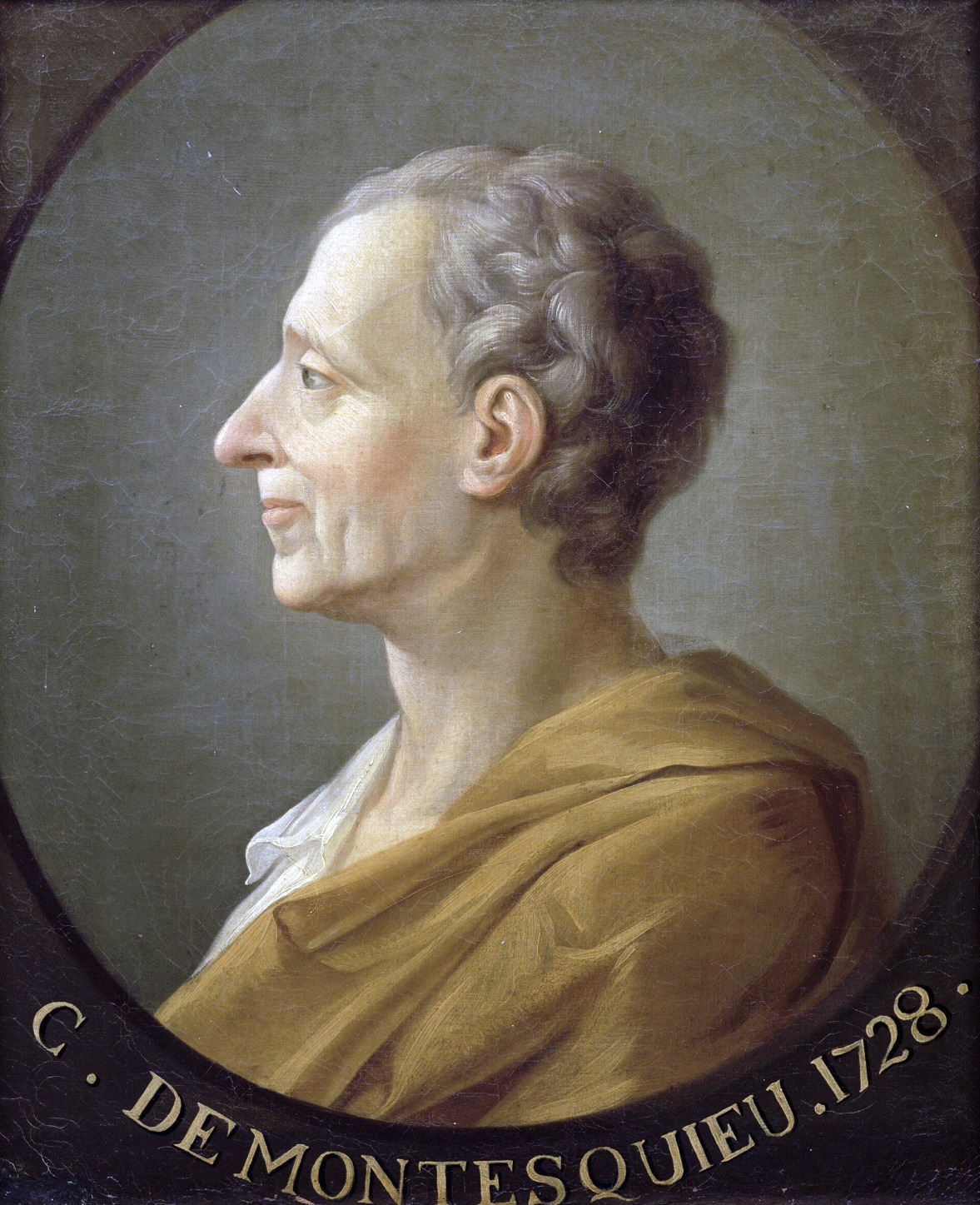
Шарль Луї де Монтеск'є — французький правник, письменник і політичний мислитель XVIII століття

Для банкноти номіналом 200 франків був обраний філософ епохи Просвітництва, тема була не нова і вже використовувалася на банкноті десять франків з Вольтером. Банкнота остання в серії «Відомі художники і вчені» випускається Банком Франції і до якої увійшли банкноти з портретами Берліоза, Дебюссі, Кантена де Латура, Делакруа, і Паскаля. Серія банкнот присвячена відомим людям, які внесли свій внесок у формування історичної спадщини Франції. Банкнота випускалася з 1981 по 1994 роки. Купюра починає вилучатися з обігу з 1 квітня 1998 року і позбавлена статусу законного платіжного засобу з 31 березня 2008 року, після чого вона вже не може бути обміняна на євро.

## Опис
Дизайн банкноти розроблений художником П'єром Ламбером (був автором банкнот 5 франків Пастер і 50 франків Расін) і граверами Жаком Жубером і Клодом Дюрреном. Домінуючий колір банкноти — зелений з відтінком коричневого.
Аверс: у правій частині банкноти зображений філософ Шарль Луї де Монтеск'є, мармуровий бюст скульптора Жана-Батіста Лемуана (мер Бордо). Зліва зображено алегоричну постать, «Дух законів» — одна з головних робіт філософа епохи Просвітництва. Також дві опуклі точки для полегшення розпізнавання банкноти сліпими.
Реверс: у лівій частині банкноти зображений філософ Монтеск'є, поруч з філософом статуя Луція Корнелія Сулли, біля ніг Суллі уривок з роботи Монтеск'є «Діалог між Суллой і Євкратом», який являє собою цитату з Перських листів.
Водяний знак — портрет Монтеск'є. Розміри банкноти 172 мм х 92 мм.

## Джерело
- Перелік французьких банкнот [Архівовано 14 квітня 2012 у Wayback Machine.]
- Сайт нумізматики та боністики Франції